# Osvaldo Supino
Osvaldo Supino (Torremaggiore, 28 agosto 1984) è un cantautore italiano.
Ha raggiunto la ribalta mediatica grazie al web diventando in breve tempo uno dei nuovi fenomeni pop italiani ed è uno degli artisti italiani indipendenti più premiati e riconosciuti all'estero.
Ad oggi è l'unico artista italiano ad essere stato nominato tre volte ai BT Music Awards in Inghilterra.
Ha all'attivo 28 singoli, 1 EP e 5 album. È anche attivista della comunità LGBT.

## Biografia
Nato e cresciuto a Torremaggiore, in provincia di Foggia con il padre Vincenzo, la madre Anna Maria e il fratello minore Giovanni Pio. Inizia ad esibirsi sin da piccolo, seguendo i suoi miti Michael Jackson, Claudio Baglioni e Madonna, gareggiando in diversi concorsi canori nazionali che nel 2002 lo portano a partecipare a due programmi di MTV (Italia), Total Request Live e Say What?.

### Inizi
Nel 2003 si trasferisce a Milano dove grazie ad una sua demo, si fa notare da Alfredo Cerruti e Dado Parisini, coi quali firma il primo contratto discografico.
Nel 2007 recede dal contratto discografico e pubblica in maniera indipendente Moving On, cover del brano di Taio Cruz. Per l'alto numero di accessi il suo è l'unico sito ufficiale italiano a classificarsi ai BT Music Awards dove arriva alla posizione 16 su duecento artisti. Nello stesso anno viene nominato al Premio WWW de Il Sole 24 ore.
Nel 2008 incide una cover di Get back di Britney Spears: con il brano ottiene nuovamente una nomination ai BT Digital Music Awards dove si classifica settimo.

### 2009
A maggio pubblica Work That Body, il suo primo singolo inedito cui segue il videoclip  diretto da Roberto Chierici, che in poco tempo diventa uno dei video più visti su YouTube, Current e Qoob 
A dicembre pubblica Fell for the enemy in collaborazione con Chris Crocker prodotto da Latisha Van Simon e Ferras. Il videoclip, diretto da Roberto Chierici, viene presentato in esclusiva su TGcom24.

### 2010
A maggio pubblica il singolo Get sexy e a giugno parte con un nuovo tour live. Riceve nuovamente una nomination ai BT Digital Music Awards dove arriva undicesimo. Il videoclip del brano, in cui Supino seduce e avvelena un prete, scatena polemiche.
A novembre pubblica LOL, prodotto da Latisha Van Simon. Il videoclip mostra per la prima volta un bacio gay in una produzione italiana.

### 2011
Dopo un tour live che segue la pubblicazione di LOL a maggio pubblica Like this scritto e prodotto da Supino con Latisha Van Simon e Femke. A giugno esce il videoclip, sempre girato da Roberto Chierici e a luglio parte da Parigi con il Like this live tour 2011.
Il 29 ottobre pubblica When I think about sex scritto e prodotto da Charlie Mason, Richard Hymas e John Matthews.
Segue il videoclip che viene presentato su TGCom e con When I think about sex vince il primo premio ai NickelClip My Generation Awards nella sezione giovani.
Il 25 novembre pubblica il suo primo EP dal titolo Here I am, che racchiude cinque brani scritti e prodotti da 11 autori internazionali. Tra le firme compaiono Charlie Mason, Mans Ek, Latisha Van Simon, Richard Hymas, John Matthews, Femke, Daniel Volpe, Thomas Lipp, Christian Rabb, Kristoffer Sjokvist e Frida Molander.

### 2012
A fine maggio pubblica Mannequinz, segue il tour estivo Here I am live tour 2012 dove oltre alle date italiane per la prima volta tocca anche Svizzera, Germania, esibendosi anche a Londra sul palco di Trafalgar Square per il World Pride London.
Il 28 agosto pubblica Here I am: Golden & Remixed contenente otto remix e un brano inedito dal titolo I'm a man (Not a piece of meat) che ad ottobre 2013 viene inclusa nella compilation americana Fuel for the machine.
A settembre pubblica il videoclip di Mannequinz diretto da Roberto Chierici, anticipato nelle settimane precedenti da 12 trailer introduttivi. Il video è un cortometraggio scritto dai fratelli Supino e Simone Francesco Berardis, con riferimenti e citazioni dal mondo pop.  Tra le gag più significative c'è quella riferita al videoclip di Telephone dove Osvaldo il fratello Giovanni Pio e il suo cane Jack sono in macchina e pianificano un inseguimento.
Mannequinz è eletto come uno dei 25 migliori videoclip italiani dell'anno al MEI e riceve la nomination ai PIVI 2012 come miglior video e miglior montaggio. Il singolo rientra tra i brani indipendenti più programmati dalle radio e new media.
A dicembre, come regalo di Natale, Osvaldo realizza una versione acustica natalizia di una sua canzone I'll help you let me go (Stromby Christmas version) scaricabile gratuitamente su Nokia Music Store.

### 2013
Il 5 marzo pubblica il singolo I Have A Name scritto e prodotto da Daniel Volpe, Thomas Lipp e Charlie Mason una ballad electropop caratterizzata da una melodia delicata.
Segue il 2 aprile il videoclip, realizzato a Londra da Ruaraid Achilleos-Sarll,  che descrive il dolore per la fine di una relazione intrecciando tre differenti storie d'amore.
Ad agosto il brano viene incluso nella compilation inglese The Beat Is Poptronik, che raccoglie ogni anno i migliori artisti indipendenti nel mondo della musica pop, dance ed electro.
Il 7 maggio pubblica l'album Exposed al quale hanno lavorato nove produttori internazionali, tra cui:  Charlie Mason, Daniel Volpe, Thomas Lipp, Daniel Silvestri e Sergio Vinci. È una raccolta di brani urban con influenze che spaziano dalla dance all'electro, dall'house al dubstep più una ballad piano e voce.
Ad accompagnare l'uscita di Exposed il 18 luglio pubblica il videoclip del singolo pop "Ma Radio",diretto da Marco Gradara, giovane regista italiano.
A giugno comincia il tour estivo toccando molte città italiane, tra cui: Piacenza, Milano, Trieste, Gallipoli, San Benedetto del Tronto, e Roma.

### 2014
Il 2 gennaio pubblica il videoclip di Goodbye  girato da Marco Gradara, definito il suo videoclip più intimo, in cui racconta apertamente la fine di una relazione che ha dato vita all'album "Exposed". Il giorno dopo annuncia con una lettera aperta una pausa dal mondo musicale per dedicarsi alla sua vita privata.
Il 27 maggio ritorna con il singolo Livin' Again  un brano dance scritto dal duo americano Ray & Renny e prodotta da Leeyou & Danceey, del quale pubblicherà il 7 agosto il videoclip girato a New York dalla regista Shar Adrias.
Il 1º giugno apre il concerto di Patty Pravo e Gloria Gaynor a Comacchio iniziando il "Livin' again live tour", una serie di concerti in Europei che tocca tra le città: Sitges, Catania, Napoli Amburgo Gallipoli Trieste Perugia e Velden am Wörther See
È scelto dall'organizzazione Pledge Antibully come testimonial italiano contro il bullismo e si esibisce a New York al Pledge Antibully Festival.
Il 18 novembre pubblica il singolo Stop the rain una ballad electropop  che anticipa l'album Behind the Curtain pubblicato il 26 novembre contenente 10 brani e una versione remix di Livin' Again.

### 2015
Il 22 gennaio segue il videoclip di Stop the Rain girato da Menteplastica a Milano.
Per san Valentino pubblica una cover di The Book of Love di Peter Gabriel
Il 18 maggio viene pubblicato "Wet Dream" terzo singolo dell'album "Behind The Curtain" a cui segue l'11 giugno, diretto dal fratello Giovanni Pio, il videoclip contraddistinto da una forte sensualità e ambientato in una villa d'epoca dove Osvaldo gioca una partita a poker.
A Giugno parte da Sitges il Behind The Curtain Tour, una serie di concerti che tocca gran parte dell'Europa tra cui Milano, Gallipoli Perugia Torino, Monaco, Colonia, Cardiff e Riga.
ll 15 Settembre l'album "Behind The Curtain" viene pubblicato e distribuito in forma fisica su supporto CD.

### 2016
Ad Aprile si esibisce al Miami Beach Pride con Iggy Azalea e Jordin Sparks. A Maggio pubblica "Infinity" quarto singolo estratto dall'album Behind The Curtain. Il videoclip girato a Miami da Dmitry Zhitov, viene pubblicato il 17 maggio nel giorno contro l'omofobia e vince il LAIFFA Awards a Los Angeles nella categoria Best Music Video. Annuncia la chiusura del Behind The Curtain Tour a Copenaghen il 16 agosto e conferma la lavorazione di un nuovo album.

### 2017
Dopo due anni dall'ultimo album il 27 Febbraio torna con il singolo Nothing is the same e per la prima volta pubblica la versione spagnola del suo brano intitolata Y me faltas tù. Sono presenti forti influenze future house ed è presente un sample di Nelson Mandela.
Al microfono con Tony Dandreades per Primer Impacto in onda su Univision, annuncia il terzo album Resolution dove dichiara che l'album, è una risposta all'attacco ad Orlando.
L'11 aprile pubblica il nuovo album di inediti Resolution
L'album è un resoconto delle esperienze professionali e private e annovera importanti collaborazioni tra cui Tempo Stokes, produttore di AKA di Jennifer Lopez, Trey Vittoe produttore di Selena Gomez, Glenn Travis autore e produttore di Chris Brown, e l'orchestra sinfonica di Nashville. L'album contiene 10 tracce tutte in lingua inglese e Amati per la prima volta interpretata in italiano scritta dal giovane autore Andrea Villella. Immediatamente il progetto ottiene il plauso dello storico quotidiano americano Miami Herald e della testata MyFizzyPop in Uk
Un mese dopo pubblica il video di Till the wheels fall off diretto da Dmitry Zhitov e girato a Miami dove Osvaldo osserva dall’alto del 28º piano di un grattacielo ciò che lo circonda, ponendo particolare attenzione alle figure che in questo preciso momento storico dimostrano maggiore forza di reazione. In un contesto estremamente vario, le immagini così diverse tra loro si uniscono nella loro più profonda sincerità quasi a formare una vera e propria pagina di diario di bordo
Il 15 luglio parte da Monaco il Resolution Tour che programma concerti Europa e America
Il 9 ottobre esce nelle radio e negli store digitali il secondo singolo intitolato Fire co-scritto da Osvaldo insieme a Charlie Mason e David Volpe ed è accompagnato dal videoclip diretto da Mirko Landi e Pietro Barba e poco più tardi, esce in Spagna Fuego secondo singolo estratto in lingua spagnola, la release è accompagnata dal videoclip e da un intenso tour promozionale in radio, tv e con la stampa
A dicembre annuncia la collaborazione benefica con Progetto sorriso per la BabboRunning che prevede la sua partecipazione con speciali performance a Milano, Como, Genova, Bergamo e Brescia. Contemporaneamente viene pubblicato un nuovo video estratto da Resolution per la traccia "Back Home", nella clip parla per la prima volta del rapporto recuperato con la sorella dopo molti anni di silenzi.
Chiude il 2017 ricevendo il riconoscimento per oltre 3 milioni di streaming totalizzati per l'album Resolution.

### 2018
Pubblica Marvin's Room, un nuovo video estratto dall'album Resolution, girato a Miami da Dmitry Zhitov
A Febbraio riceve una nuova nomination nella categoria Best Music Video ai Los Angeles Independent Film Festival Awards come unico artista italiano in gara con il videoclip di Back Home
Il 20 marzo pubblica Amati come terzo singolo estratto da Resolution che lo vede protagonista di una canzone interamente in italiano, che parla di quanto sia difficile e importante imparare ad amare se stessi. Il singolo viene pubblicato insieme al videoclip girato da Pietro Barba e Giovanni Perolo, ispirato alla storia di una sua fan scomparsa per anoressia e il 1º Maggio lancia dalle tv di Miami la versione spagnola del brano dal titolo Ámate a cui segue un intenso tour televisivo e radiofonico.
Il 2 giugno riparte da Düsseldorf con l'ultima parte del "Resolution Tour" che comprende concerti in Germania, Spagna, Austria e Inghilterra. Con l'ultimo concerto a Liverpool, Osvaldo chiude definitivamente l'era di Resolution per annunciare ufficialmente la registrazione di un nuovo album  Il 31 agosto è ospite della 75ª mostra del cinema di Venezia sul red carpet del film A Star is born.

### 2019
Il 28 gennaio pubblica il singolo How Do We Know co-scritto insieme a Alexander Illberg. Il brano caratterizzato da sonorità totalmente internazionali viene rilasciato lo stesso giorno anche nella versione in lingua spagnola dal titolo Como Saber, anticipa il quarto album di inediti e il 5 febbraio viene rilasciato il videoclip ufficiale
Il 28 marzo pubblica il suo quarto disco di inediti dal titolo Sparks prodotto insieme a Scott Robinson produttore tra i tanti di Demi Lovato e Christina Aguilera
Il 17 aprile dalla CNNenEspanol annuncia l'uscita del suo primo album in spagnolo Luces. L'album include 10 inediti, il lancio è accompagnato dal videoclip Como Saber e da un intenso promotour in Florida che tra i tanti i media nazionali include MegaTv, HolaTv e AmericaTeve. Il 5 luglio viene rilasciato nelle radio e nei digital store il secondo singolo estratto dal titolo "No Es No" con il videoclip girato a Barcellona. Il video è accompagnato da insistenti voci dei media su una presunta relazione tra Osvaldo e l'attore Christian Monasterio, tutte categoricamente smentite dal cantante. Con la sua performance in "No es No" Supino vincerà poi ad Ottobre 2019 il premio come "Best Performance" al Non Violent Film Festival. Ad agosto è ospite del red carpet della 76ª Mostra del Cinema di Venezia per "Tutto il mio amore" di Gabriele Salvatores. La sua partecipazione riscuote un forte clamore mediatico a seguito dello smoking-donna che indossa. Supino infatti è il primo uomo nella storiaa vestire una gonna in 76 anni di festival. Riceve la totalizzati all'ultimo album Sparks.

### 2020
Il 28 gennaio pubblica All Of the Sparks, dell'ultimo Sparks che include un brano inedito Someone, due nuove versioni acustiche e un brano in tedesco dal titolo  distribuito in digitale e in fisico sotto forma di vinile trasparente in edizione limitata. Il progetto è lanciato dal singolo Are You listening il cui è girato sui Pirenei e propone l'artista in una inedita semplicità tra scenari e luoghi spettacolari quanto emozionanti. Il 3 febbraio pubblica in Spagna il terzo singolo e video dall'album Luces intitolato Me Escuchas a cui segue un intenso tour radio tv. Nel mezzo della promozione, il 5 marzo, a causa del Covid-19 tutto il restante tour promozionale viene annullato. Nelle settimane seguenti Osvaldo viene premiato ai Renaissance Awards di Amsterdam dove vince come Best Music Video con il videoclip di No Es No. Il 28 aprile viene pubblicato in Francia il videoclip C'est la Ouate di Caroline Loeb nel quale Osvaldo è uno dei protagonisti insieme a Jean Paul Gaultier. Il 27 giugno rappresenta l'Italia al Global Pride, l'evento LGBT più grande mai realizzato nella storia. Insieme a lui Elton John, Melanie C e Adam Lambert. Per l'occasione interpreta "Resolution" come tributo alle vittime dell'attacco al Pulse di Orlando. Il 9 settembre è ospite del red carpet della mostra del cinema di Venezia dove indossa un lungo abito nero disegnato per lui dal fratello e stilista JayP. Gli scatti diventano nuovamente virali tanto da far diventare Osvaldo uno dei personaggi più discussi e fotografati della 77 edizione del festival. Il 10 ottobre pubblica "Cold Again" quarto ed ultimo singolo e video estratto dall'album Sparks. Il brano è ispirato alla storia autobiografica dell'artista e tratta il difficile tema della depressione. Per l'occasione Osvaldo Supino diventa testimonial della campagna di Fondazione Progetto Itaca, per contribuire alla diffusione di informazioni per la prevenzione delle malattie mentali e della lotta allo stigma. Il brano è accolto con entusiasmo dalla stampa Italiana ma soprattutto da quella Latin-Americana con un'importante rassegna stampa e raggiunge la 5ª posizione nella classifica LGBTQ in Uk.

### 2021
Ad aprile è il primo artista maschile a posare per la rivista Adelante negli Stati Uniti. A giugno viene scelto da Spotify per la campagna "Claim Your Space" volta a promuovere i maggiori artisti LGBT nel mondo. Il 26 giugno, a due anni di distanza dall'ultima uscita inedita, pubblica il nuovo singolo "Lights Down Low " di cui l'8 luglio viene rilasciato il videoclip ufficiale e il 9 luglio la versione in spagnolo "Perder el Control".
Nelle settimane successive è sulle copertine di alcune delle riviste più autorevoli in Latin America e Spagna come AV Magazine, Revista G in Portorico e OyeMe Magazine. Il 9 settembre è ospite della 78ª Mostra del Cinema di Venezia e posa sul red carpet di Halloween Kills con un abito no-gender in pailettes nere d'argento che diventa nuovamente virale. Il 29 Ottobre pubblica un nuovo singolo dal titolo "Don't Hold Back"  che riceve numerosi consensi dalla stampa internazionale di settore. Il 26 novembre riceve il riconoscimento Eccellenza Pugliese Nel Mondo da parte del Ministero degli Affari Esteri e della Cooperazione Internazionale e dalla Regione Puglia. Il 9 dicembre vince gli Hispanic Celebrities Awards a Miami come Best New International Artist.

### 2022
Il 22 febbraio pubblica il nuovo singolo "Body Burning" che viene presentato in anteprima su un billboard di 72 MQ in Piazza San Babila a Milano. Il 14 aprile il brano raggiunge la prima posizione nella classifica LGBTQ chart in UK. Il 2 maggio è Testimonial dell'associazione Arci Hope a Cerignola fondata per la difesa dei diritti LGBTQ+. Il 10 giugno pubblica il singolo "Gold" , un vero e proprio inno per la comunità LGBTQ. Il videoclip, oltre che essere scelto da MTV Germany tra le migliori nuove proposte internazionali, è parte della campagna VEVO Pride 2022 di cui Osvaldo diventa testimonial insieme a Elodie e Michele Bravi. La versione in Spagnolo "Lo Harè Por Mi" viene pubblicata il 14 luglio e il videoclip viene lanciato in anteprima mondiale nel programma "Acceso Total" su Telemundo. Il 16 Luglio è padrino del Salento Pride di Lecce, e parte con il suo "Unbreakeable Tour", che tocca le principali capitali Europee tra cui Stoccolma, Amburgo e Stoccarda. Il 28 agosto riceve il Premio Artista Rivelazione Dell'Anno" ai Latinos Chicago Awards. Il 6 novembre è ospite del Consolato Generale del Messico in Italia per "Dias De Los Muertos".

### 2023
Il 20 gennaio pubblica il singolo "Stuck On This Feeling" con il relativo videoclip girato a Venezia. Dopo la promozione in Italia e Europa il brano viene pubblicato il 17 febbraio anche in spagnolo dal titolo "Atrapado". Nello stesso giorno della release parte un intenso tour promo radio tv in Florida che coinvolge le maggiori televisioni e testate latine tra cui MegaTv, HolaTv, e Univision. Il 23 febbraio è l'unico artista italiano ospite ai Premi Lo Nuestro a Miami. La sua partecipazione è talmente attesa che gli scatti sul red carpet diventano virali. Il 26 Febbraio è sulla copertina della rivista "Varietes" negli Stati Uniti. Il 10 giugno è padrino del Foggia Puglia Pride. Dopo un tour Europeo pubblica il singolo e video di "It Takes A Fool To Remain Sane", celebre cover dei The Ark. Partecipa alla 80ª edizione della Mostra del Cinema di Venezia e a novembre è ospite dei Latin Grammy a Siviglia. Viene scelto per rappresentare l'Italia al Festival di Viña del Mar, il festival più grande e importante della musica in Latin America.

### 2024
Il 26 gennaio pubblica il nuovo singolo "Te e Me" coscritto con Paulina Aguirre. L'annuncio della release avviene su maxischermi in Times Square. Il brano viene rilasciato anche in Spagnolo dal titolo "Tu Y Yo" e in Napoletano dal titolo "I e Te".  Rappresenta l'Italia al Festival di Viña del Mar, riportando l'Italia in competizione dopo 8 anni dall'ultima partecipazione. Nei mesi seguenti pubblica una collaborazione con l'artista colombiano Fabian Hernandez dal titolo "Noche Mojada" , un duetto con l'artista messicana Yanet Sandoval dal titolo "Escapar", e "El Viento" nell'album "Love is my Religion" di Paulina Auguirre. L'8 agosto pubblica "Tornado" il nuovo singolo che vince un Videoclip Roma Awards e anticipa l'uscita di un nuovo album di inediti previsto per 2024. Pubblica il videoclip e singolo di "Suerte", girato nella sua città natale Torremaggiore e che racconta una storia autobiografica di tradimento.  A novembre parte con un tour promozionale che tocca Florida, Messico, California e Stato di New York. In concomitanza partecipa ai Latin Grammy, ed è ambasciatore dell'Italia al Leadership Summit di We are All Human a New York.

### 2025
Il 22 Marzo pubblica il quinto album di inediti "Fine Thanks" co prodotto con Wayne Andrew Wilkins, produttore tra i tanti di Beyonce.

## Discografia

### Album in studio
- 2013 – Exposed
- 2014 – Behind the Curtain
- 2017 – Resolution
- 2019 – Sparks
- 2019 – Luces
- 2025 – Fine, Thanks

### Album di remix e Raccolte
- 2012 – Here I Am: Golden and Remixed
- 2020 – All Of The Sparks

### EP
- 2011 – Here I Am

### Singoli
- 2009 – Work That Body
- 2009 – Fell for the Enemy
- 2010 – Get Sexy
- 2010 – LoL
- 2011 – Like This
- 2011 – When I Think About Sex
- 2012 – I'll Help You Let Me Go
- 2012 – Mannequinz
- 2013 – I Have a Name
- 2013 – Ma Radio
- 2014 – Goodbye
- 2014 – Livin' Again
- 2014 – Stop the Rain
- 2015 – Wet Dream
- 2016 – Infinity
- 2017 – Nothing Is the Same
- 2017 – Fire
- 2017 – Y me faltas tú
- 2017 – Fuego
- 2018 – Marvin's Room
- 2018 – Amati
- 2019 – How Do We Know
- 2019 – Como Saber
- 2019 – No Es No
- 2020 – Are you Listening
- 2020 – Me Escuchas
- 2020 – Cold Again
- 2021 – Lights Down Low
- 2021 – Perder el Control
- 2021 – Don't Hold Back
- 2022 – Body Burning
- 2022 – Gold
- 2022 – Lo Harè Por Mi
- 2023 – Stuck on This Feeling
- 2023 – Atrapado
- 2023 – Drip Drop
- 2023 – It Takes a Fool to Remain Sane
- 2024 – Te e Me"
- 2024 – Tornado"
- 2024 – Suerte"